# Процес (фільм, 2017)
«Процес», повна назва «Процес. Російська держава проти Олега Сенцова» — міжнародно-спродюсований документальний фільм, знятий Аскольдом Куровим. Стрічка розповідає про обставини справи українського режисера Олега Сенцова, який був затриманий російськими спецслужбами в Криму та незаконно засуджений до 20 років ув'язнення у Росії.

## Виробництво
Російський режисер-документаліст Аскольд Куров знімав попередні засідання суду та зйомки за участі сестри Олега Сенцова — Наталії — у Москві, а український режисер Андрій Литвиненко знімав епізоди за участі друзів Олега Сенцова й учасників «Автомайдану» в Україні. Також авторами стрічки були записані відеоінтерв'ю на підтримку Олега Сенцова з відомими людьми з усього світу. У квітні 2015 року був оголошений збір коштів на краудфандинговій платформі Indiegogo, мета якого була €12,500, але фільм зібрав лише €1,750 і кампанія була закрита. Сума, яку зібрала кампанія на українській платформі Спільнокошт склала 45,200 грн, що перевищило заявлену мету в 35,000 грн.

## Випуск
Влітку 2015 року на кінофестивалі «Дні українського кіно» в Берліні відбувся показ робочої версії фільму «З. О. С.» (повна назва «Звільніти Олега Сенцова»). Також наприкінці жовтня 2015 року у рамках програми «Спеціальні події» 45-го Київського міжнародного кінофестивалю «Молодість» були показані робочі матеріали фільму. Світова прем'єра стрічки під міжнародним назвою «The Trial: The State of Russia vs Oleg Sentsov» відбулася 11 лютого 2017 року на Берлінському міжнародному кінофестивалі, де він був представлений в секції «Berlinale Special». Українська прем'єра відбулася 25 березня 2017 року на міжнародному фестивалі документального кіно про права людини Docudays UA. В український прокат фільм випустила компанія АртхаусТрафік 6 квітня 2017.